# 機能地域
機能地域（きのうちいき、英語: functional region）とは、特徴が異なる複数の地点が結合することで形成される地域のことである。特定の地点が中心地となり、他の複数の地点が機能的に結合している。機能地域は結節点をもつため、結節地域（けっせつちいき、英語: nodal region）ともよばれる。
機能地域の一例として、都市圏や商圏、通勤圏を挙げることができる。都市圏は、中心都市と郊外・周辺都市が機能的に結合することで形成されている。商圏では販売地と消費者が、通勤圏では従業地と就業者が機能的に結合している。

## 研究史
地理学では、等質地域が機能地域よりも先に概念が成立している。機能地域の概念が成立したのは基本的に20世紀以降である。この背景として、社会学や経済学で都市圏や商圏の概念が考案されたことが挙げられる。
地理学において機能地域の概念が導入され発展した背景として、クリスタラーによる中心地理論の考案を挙げることができる。

## 階層性
地域は、より大なる地域の一部であるとともに、より小なる地域を含む。ここで地域の階層性の観点から着目したとき、より大なる地域や小なる地域との間では機能的な結合が存在することから、機能地域としての特徴を捉えることができる。
階層的な地域間の機能的な結合に着目した研究として、斎藤功による東京集乳圏の研究が挙げられる。生乳の運搬経路は、酪農家から部落集乳所、クーラー・ステーション、東京市乳工場の順である。ここで、特定の部落集乳所に生乳を運搬する範囲を第1次集乳圏、次に特定のクーラー・ステーションに生乳を運搬する範囲を第2次集乳圏、特定の市乳工場に生乳を運搬する範囲を第3次集乳圏ということにする。このとき、第1次集乳圏は部落集乳所が、第2次集乳圏はクーラー・ステーションが、第3次集乳圏は市乳工場が中心地となる機能地域とそれぞれみなすことができる。

## 設定方法
機能地域の設定において、因子分析やグラフ理論を利用した計量的な方法も行われてきた。
機能地域を設定する手段として、交通流動などのO-D行列に対して因子分析を行うことができる。因子得点や因子負荷量が高い値をとる地域は主要な発地・着地となることから、地域間流動をもとに機能地域を設定することができる。また、因子分析は地域変化の時系列分析の手段としても利用される。ただし、O-D行列は正方行列であるため統計分析ソフトでの分析ができず、現在は機能地域の設定において因子分析を利用することは困難化している。
一方、グラフ理論を利用する場合、ネットワーク分析におけるコミュニティ抽出の方法を利用した機能地域の設定などが行える。